# Akcza
Akcza (paszt. آقچه) – miasto w północnym Afganistanie, w wilajecie Dżozdżan. W 2013 roku liczyło 23 500 mieszkańców.